# Settima coalizione
La settima coalizione fu un'alleanza militare delle potenze europee, stabilita nel 1815 durante il periodo detto dei Cento giorni, dopo la fuga dall'isola d'Elba dell'imperatore Napoleone Bonaparte, per sconfiggere definitivamente la Francia, imporre la Restaurazione degli antichi sovrani e mettere termine al regime napoleonico.
La guerra contro la Francia ebbe fine rapidamente con la decisiva vittoria anglo-prussiana alla battaglia di Waterloo che provocò la caduta di Napoleone, la sua seconda abdicazione e il suo esilio definitivo all'isola di Sant'Elena.
In Italia il fronte di guerra coincise con la guerra austro-napoletana tra il Regno di Napoli di Gioacchino Murat e l'alleanza anglo-austriaca.
La fine delle ostilità l'8 luglio coincise con il rientro a Parigi di Luigi XVIII, tuttavia l'ultima battaglia in Europa terminò solo l'8 agosto mentre l'ultimo scontro armato in assoluto, l'invasione di Guadalupa, terminò solo due giorni dopo, il 10. Il trattato di Parigi, firmato il 20 novembre, sancì la fine definitiva delle guerre napoleoniche.

## Descrizione
La settima coalizione fu preparata affrettatamente alla notizia della fuga dell'imperatore ed il 13 marzo, sei giorni prima che Napoleone arrivasse a Parigi, le potenze del Congresso di Vienna lo dichiararono fuori legge, e quattro giorni più tardi, Regno Unito, Russia, Austria e Prussia concordarono insieme di apportare 150 000 uomini ognuno per porre fine all'egemonia napoleonica.
I membri della settima coalizione furono: Regno Unito, Russia, Prussia, Austria, Svezia, i Paesi Bassi, il Regno di Sardegna, Spagna, Portogallo ed un certo numero di stati tedeschi.

## Campagna di Waterloo
La principale campagna della settima coalizione si combatté in Belgio dove i coalizzati avevano concentrato l'esercito anglo-tedesco del Duca di Wellington con 96 000 soldati e l'esercito prussiano del feldmaresciallo Gebhard von Blücher con 124 000 soldati; i piani degli alleati prevedevano prima di passare all'offensiva generale, di organizzare forze schiaccianti per attaccare da nord e da est la Francia con una grande superiorità numerica; era quindi previsto l'afflusso di forti eserciti austriaci e russi. Napoleone, consapevole della sua inferiorità di forze e della necessità di attaccare prima del concentramento generale dei nemici, decise di prendere subito l'iniziativa attaccando in Belgio con l'Armata del Nord per distruggere subito gli eserciti prussiano e britannico.
Nonostante la limitatezza delle forze dell'Armata del Nord, agguerrita e costituita da truppe esperte ma costituita da soli 126 000 soldati, Napoleone prese l'offensiva di sorpresa il 15 giugno a Charleroi sfruttando la scarsa coesione e i precari collegamenti tra i due eserciti alleati. Inizialmente i due comandanti alleati furono sorpresi dall'improvvisa offensiva francese e non riuscirono a riunire le loro forze; Napoleone, sfruttando la sua posizione centrale, poté quindi il 16 giugno attaccare a Ligny i prussiani, che subirono una dura sconfitta anche se riuscirono ad evitare la distruzione.
Contemporaneamente a Quatre Bras, in un'azione separata svoltasi lo stesso giorno della battaglia di Ligny, l'ala sinistra dell'esercito francese, sotto il comando del maresciallo Michel Ney, intercettò le forze anglo-tedesche del Duca di Wellington; dopo un'aspra battaglia il comandante britannico, appresa la notizia della sconfitta del feldmaresciallo Blücher, decise di ripiegare verso Bruxelles e riuscì, dopo una difficile ritirata inseguito da Napoleone, a stabilirsi sulla posizione di Mont St. Jean, davanti alla foresta di Soignes, dove intendeva combattere una battaglia difensiva in attesa dell'arrivo in suo sostegno dei prussiani.
Il giorno 18 giugno si realizzò il confronto decisivo della campagna, e questo ebbe luogo a Waterloo. Napoleone, fiducioso della vittoria, riteneva la posizione britannica particolarmente infelice e contava sulla capacità del maresciallo Emmanuel de Grouchy di tenere sotto controllo i prussiani che considerava in disgregazione dopo la sconfitta di Ligny. L'attacco francese a Waterloo fu ritardato dal maltempo e, condotto frontalmente, non tenne conto della capacità britannica di battersi in difesa. Dopo una serie di attacchi respinti e qualche successo, i francesi sembrarono nella serata vicini alla vittoria ma l'arrivo dei prussiani fece cambiare le sorti della battaglia a favore dei coalizzati che ottennero così la vittoria decisiva della guerra. L'esercito francese, stanco e sfiduciato, cedette sotto l'attacco dei prussiani e ripiegò in rotta, mentre la battaglia simultanea di Wavre era servita a trattenere il maresciallo Grouchy che quindi non poté intervenire in soccorso di Napoleone.
In seguito alla sua sconfitta definitiva, Napoleone fu confinato, per il resto della sua vita, nella lontana isola di Sant'Elena nel sud dell'Oceano Atlantico, dove morì qualche anno dopo, il 5 maggio 1821.